# بولينا بوبوفا
بولينا أليكسييفنا بوبوفا (بالروسية:  Полина Алексеевна Попова)؛ مواليد 1 يونيو 1995 في يكاترينبورغ) عارضة أزياء روسية وحاملة لقب مسابقة ملكة جمال عن تتويجها بلقب ملكة جمال روسيا 2017 و مثلت بلدها في مسابقة ملكة جمال العالم 2017.

## نشأتها
ولدت بوبوفا في يكاترينبرج. عملت كعارضة أزياء، بالإضافة إلى اللغة الروسية، يمكنها التحدث باللغة الإنجليزية والصينية بطلاقة. درست حاليًا في جامعة موسكو الحكومية.

## روابط خارجية
- بولينا بوبوفا على إنستغرام

| الجوائز و الإنجازات     | الجوائز و الإنجازات  | الجوائز و الإنجازات     |
| ----------------------- | -------------------- | ----------------------- |
| سبقه يانا دوبروفولسكايا | ملكة جمال روسيا 2017 | تبعه يوليا بولياتشيخينا |